# Tallgölen (Svinhults socken, Östergötland)
Tallgölen är en sjö på gräsnen mellan Eksjö kommun och Ydre kommun i Småland och Östergötland och ingår i Motala ströms huvudavrinningsområde.